# أولاد عباس (السوالم الطريفية)
أولاد عباس هو دُوَّار يقع بجماعة حد السوالم، إقليم برشيد، جهة الدار البيضاء سطات في المملكة المغربية. ينتمي الدوّار لمشيخة السوالم الطريفية التي تضم 3 دواوير. يقدر عدد سكانه بـ 1295 نسمة حسب الإحصاء الرسمي للسكان والسكنى لسنة 2004.

## روابط خارجية
- البوابة الوطنية للجماعات الترابية
- المندوبية السامية للتخطيط